# Jan Derksen (wielrenner)

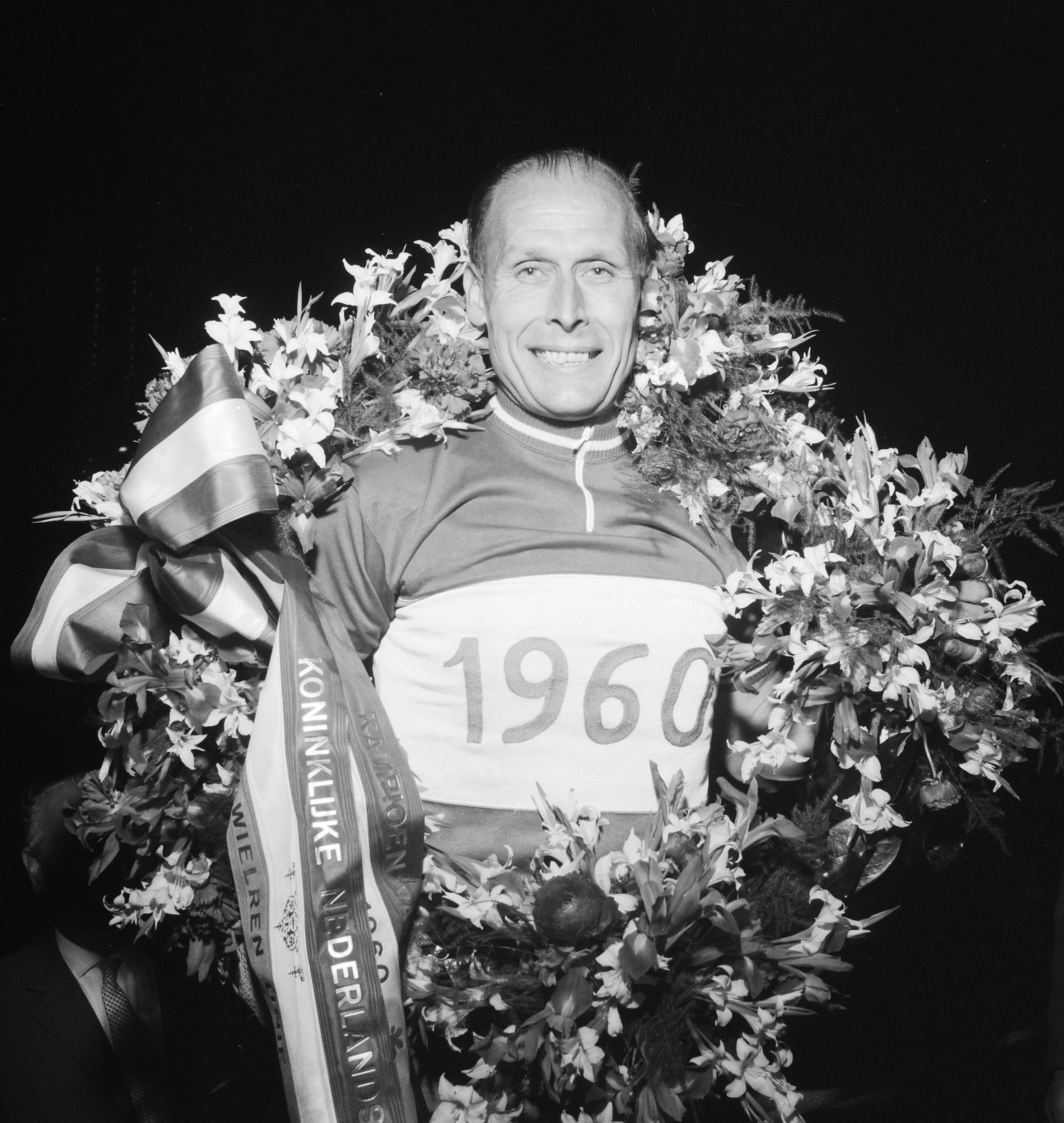
Jan Derksen in 1960

Johannes Wilhelmus (Jan) Derksen (Geertruidenberg, 23 januari 1919 – Amsterdam, 22 mei 2011) was een Nederlands wielrenner.
Hij was een baansprinter op wereldniveau, die jarenlang duels uitvocht met zijn landgenoot Arie van Vliet. Nadat Derksen in 1939 wereldkampioen bij de amateurs werd, zou hij in 1940 naar de Olympische Zomerspelen 1940 in Helsinki gaan, maar deze werden op 29 april geannuleerd. In de zomer van 1940 waren er geen wedstrijden van betekenis, want de grenzen waren gesloten. Derksen en Van Vliet verdienden wat geld door in het Metropole theater in Den Haag onder begeleiding van de mars 'Alte Kameraden' op hometrainers met elkaar te duelleren. Derksen maakte daarna zijn debuut in het profpeloton. Vanaf 1941 hadden Derksen en Van Vliet toestemming van de Duitse bezetter om door Europa te reizen naar wedstrijden in België, Zwitserland, Italië en in 1944 zelfs naar Duitsland. Hierdoor kregen ze de kans om veel geld te verdienen en onderweg eten te kopen, maar ook om mensen en goederen te smokkelen.
Na de oorlog werd hij twee keer wereldkampioen sprint. In 1946 versloeg hij in de finale de Fransman Georges Senfftleben. In de jaren daarna won hij één zilveren en drie bronzen medailles en in 1957 haalde hij opnieuw goud door Van Vliet te verslaan.
Derksen was een meester in de surplace: bij het WK Sprint in Milaan in 1955 stonden hij en de Italiaan Antonio Maspes 32 minuten en 20 seconden stil op de baan, totdat ze (onreglementair) werden afgeschoten. Hij won in totaal 28 Grote Prijzen. Na het beëindigen van zijn fietscarrière in 1964 werd hij manager en coach.
Zijn zoon Jan Derksen was schaatser. Hij overleed op 92-jarige leeftijd.
- International Standard Name Identifier: 0000 0003 8852 1347
- Nederlandse Thesaurus van Auteursnamen: 07467823X
- Virtual International Authority File: 281756879
- WorldCat: E39PBJwHhj7kRRdtX9bgWVqmh3